# 三遊亭金也
三遊亭 金也（さんゆうてい きんや）は、落語家。
- 三遊亭金弥 - 後∶柳家八語楼
- 三遊亭金也 - 後∶三遊亭楽之介
- 三遊亭金也 - 本項にて詳述

三遊亭 金也（さんゆうてい きんや、1969年6月5日 - ）は、東京都文京区小石川出身の落語家。落語協会所属。本名∶都澤 昌克。出囃子は『手習子』。

## 経歴
1991年3月に四代目三遊亭金馬に入門し、4月に前座になり金太を名乗る。
1996年5月、三遊亭小田原丈と共に二ツ目昇進。
2005年9月、三遊亭丈二、橘家圓十郎、三代目桃月庵白酒、林家すい平と共に真打昇進し、金也に改名。

## 芸歴
- 1991年
  - 3月 - 四代目三遊亭金馬に入門。
  - 4月 - 前座となる、前座名は「金太」。
- 1996年5月 - 二ツ目昇進。
- 2005年9月 - 真打昇進、「金也」に改名。